# Архангел Михаил (линейный корабль, 1713)
«Архангел Михаил» — парусный линейный корабль Балтийского флота России.

## Описание корабля
Парусный двухдечный линейный корабль 4 ранга, один из трёх кораблей типа «Гавриил». Длина судна по сведениям из различных источников составляла от 38,7 до 38,71 метра, ширина — 10,7 метра, а осадка от 4,7 до 4,71 метра. Вооружение судна составляли 52 орудия, включавшие двадцать четыре 12-фунтовых, двадцать 8-фунтовых и восемь 4-фунтоых. При этом при отправлении из Архангельска в 1713 году на корабль устанавливались 22 8-фунтовых и восемь 4-фунтовых орудий, а остальное вооружение устанавливалось уже по прибытии в Ревель. Экипаж состоял из 350 человек, в том числе капитана-поручика, 2-х поручиков, штурмана, 10-ти мичманов, шкипера, боцмана, 2-х боцманматов и 49-ти морских солдат.

## История службы
Корабль «Архангел Михаил» был заложен на Соломбальской верфи в 1712 году. После спуска на воду в июне 1713 года вошёл в состав Балтийского флота России. Строительство корабля вёл корабельный мастер Выбе Геренс. В октябре 1713 года корабль был подготовлен к походу в Балтийское море совместно с «Гавриилом» и «Рафаилом», однако из-за начавшегося ледостава не смог выйти из порта и был оставлен на зимовку в Архангельске. В следующем году перешёл из Архангельска в Ревель.
Принимал участие в Северной войне. В 1715 году выходил в крейсерство в Финский залив в составе эскадры. В июле 1716 года в составе эскадры перешёл из Ревеля в Копенгаген и c 5 (16) по 14 (25) августа совершал плавания в Балтийском море в составе четырех объединенных флотов России, Дании, Голландии и Англии, а 22 октября (2 ноября) прибыл с эскадрой в Ревель. С 4 (15) июня по 16 (27) июля 1717 года входил в состав эскадры генерал-адмирала графа Ф. М. Апраксина, которая находилась в крейсерстве у берегов Швеции и принимала участие в высадке десанта на остров Готланд. В августе и сентябре 1718 года совершил плавание в Данциг, откуда привел в Ревель три призовых судна.
В 1718 году перешёл в Кронштадт. Больше в море не выходил, а в 1722 году был разобран.

## Командиры корабля
Командирами корабля «Архангел Михаил» в разное время служили:
- Ф. Крамер (1713—1714 годы).
- Т. Рю (1715—1717 годы).
- В. Фангент (1718 год).
- Я. Стикман (1718 год).